# Alma Brughera Capaldo
Alma Brughera Capaldo (Genova, 1911 – Genova, 2006) è stata una musicologa italiana.

## Biografia
Alma Brughera Capaldo studiò pianoforte con Alfredo Casella al Conservatorio di Santa Cecilia di Roma. Oltre alla sua attività di pianista si dedicò all’insegnamento e alla musicologia, in particolare alla riscoperta di Niccolò Paganini. Nel 1972 Brughera Capaldo, Edward Neill, Pietro Berri e alcune personalità culturali genovesi fondarono a Genova l’Istituto di Studi Paganiniani.
A lungo si fece promotrice dell'istituzione di una "casa Paganini" che sopperisse alla distruzione della casa natale del violinista, avvenuta nel 1970.
Nel 1982 fu coinvolta dal Comune di Genova nell’organizzazione delle celebrazioni del Bicentenario della nascita di Paganini. Così anche nel 1990 per il centocinquantenario della morte di Paganini. Nel 1998 la Regione Liguria e l'Università degli Studi di Genova deliberarono un finanziamento per restaurare l’ex convento della chiesa di Santa Maria delle Grazie la Nuova nel centro storico di Genova. Nel novembre 2004 fu inaugurata la sede, denominata ‘Casa Paganini’. Nel dicembre 2004 Brughera Capaldo presiedette e aprì il Convegno Paganini Divo e Comunicatore presso la ‘Casa Paganini’. Mancò il 10 settembre 2006. 

## Scritti
- Un primo bilancio, in «Quaderni dell’Istituto di studi paganiniani», 2 (1974), pp. 62-64
- I 24 Capricci e i 6 concerti di Paganini, autore Alberto Cantù (recensione), in «Liguria», Anno XLIX, N.1, Gennaio-Febbraio 1982, p. 39
- Finalità e attività dell’Istituto di Studi Paganiniani, in Incontri con la musica di Paganini, (Atti del Seminario di studi a cura dell’Istituto di Studi Paganiniani tenuto a Genova il 5 e 6 marzo 1982 in occasione del secondo centenario della nascita di Nicolò Paganini), Genova, Comune, 1984, pp. 7-11
- Postille al Bicentenario, in «Quaderni dell’Istituto di studi paganiniani», n. 4 (1984), pp. 34-36
- Un po’ di storia, in «Quaderni dell’Istituto di studi paganiniani», n. 6 (1990), pp. 9-12
- Vient de paraître…, in «Quaderni dell’Istituto di studi paganiniani», 9 (1997), pp. 23-24
- Appunti sull'incredibile “storia dell’Istituto di studi paganiniani”, in «Quaderni dell’Istituto di studi paganiniani», 10 (1998), pp. 5-27
- Works inspired by Paganini (in collaborazione con Claudio Tempo), in «Quaderni dell’Istituto di studi paganiniani», n. 12 (2000), pp. 45-47
- Sulle abitazioni di Teresa Bocciardo, mamma di Niccolò Paganini, in «Quaderni dell’Istituto di studi paganiniani», 14 (2002), pp. 13-17
- Apertura del convegno in, Maria Rosa Moretti, Anna Sorrento, Stefano Termanini, Enrico Volpato (a cura di), Paganini Divo e Comunicatore (Atti del Convegno internazionale, Genova, 3-5-dicembre 2004), Genova, SerEl International, 2007, pp. 15-17